# Catedral do Santo Nome (Chicago)
A Catedral do Santo Nome (inglês: Holy Name Cathedral) é uma catedral católica localizada na cidade de Chicago, nos Estados Unidos. É a sede da Arquidiocese de Chicago, substituindo a Catedral de Santa Maria e a Igreja do Santo Nome, que foram destruídas pelo Grande incêndio de Chicago de 1871.